# Mongolkőrózsa
A mongolkőrózsa (Orostachys) a kőtörőfű-virágúak (Saxifragales) rendjébe, ezen belül a varjúhájfélék (Crassulaceae) családjába és a fáskövirózsa-formák (Sempervivoideae) alcsaládjába tartozó nemzetség.

## Előfordulásuk
A mongolkőrózsa nemzetség fajainak előfordulási területe Ázsiában van. A szibériai Oroszországtól és Kazahsztántól keletre Délkelet-Kínáig, Japánig és Csukcsföldig találhatók meg. Egyes arktiszi szigeten is fellelhetők.

## Rendszerezés
A nemzetségbe az alábbi 13 faj tartozik:
- Orostachys boehmeri (Makino) Hara
- Orostachys cartilaginea Boriss.
- Orostachys chanetii (H.Lév.) A.Berger
- Orostachys fimbriata (Turcz.) A.Berger
- Orostachys gorovoii Dudkin & S.B.Gontch.
- Orostachys japonica (Maxim.) A.Berger
- Orostachys malacophylla (Pall.) Fisch. - típusfaj
- Orostachys maximowiczii V.V.Byalt
- Orostachys minuta (Kom.) A.Berger
- Orostachys paradoxa (A.P.Khokhr. & Vorosch.) Czerep.
- Orostachys saxatilis (Nakai) Nakai
- Orostachys spinosa (L.) Sweet
- Orostachys thyrsiflora Fisch.